# 영도제일중학교
영도제일중학교(影島第一中學校)는 대한민국 부산광역시 영도구 동삼동에 있는 공립 중학교이다.

## 학교 연혁
- 1993년 2월 26일 : 영도중학교 설립인가(27학급)
- 1994년 3월 1일 : 초대 남영우 교장 취임
- 2010년 8월 27일 : 아름다운 학교 숲 공원화 사업 준공
- 2016년 3월 2일 : 교육부지정 생활지도 영역 연구학교 지정 (회복탄력성 프로그램을 통한 학교 적응력 향상 ∼2018.02.28.(2년))
- 2016년 12월 5일 : 영도중·동삼중 학교 통합 확정 (2016.12.05.서부교육지원청교육장) (통합시기는 2019.03.01. 통합중심학교는 영도중학교)
- 2019년 2월 11일 : 제23회 영도중학교 졸업식(4학급 95명, 누계 5,230명)
- 2019년 2월 11일 : 제34회 동삼중학교 졸업식(3학급 81명, 누계 10,133명)
- 2019년 3월 1일 : 영도제일중학교 교명변경
- 2019년 3월 4일 : 제1회 입학식(6학급 142명)
- 2019년 12월 11일 : 다목적 강당 준공
- 2020년 2월 12일 : 제1회 졸업식(6학급 150명, 누계 150명)
- 2023년 10월 11일 : 부산광역시교육청 존중어울림 한마당 존중학교 인증
- 2024년 3월 1일 : 2024년 디지털 기반 교육혁신 선도학교 운영
- 2024년 9월 1일 : 제3대 이선예 교장 취임
- 2025년 1월 6일 : 제6회 졸업식(6학급 135명, 누계 865명)
- 2025년 3월 4일 : 제7회 입학식(6학급 157명)

## 참고 자료
- 영도제일중학교 - 한국교육학술정보원 학교알리미